# Билярский район
Билярский район (тат. Биләр районы) — упразднённая административно-территориальная единица в составе Татарской АССР, существовавшая в 1930—1963 годах. Административный центр — село Билярск. Население района в 1959 году составляло 28 440 чел.
Билярский район был образован 10 августа 1930 года на части территории бывших Спасского и Чистопольского кантонов.
По данным на 1945 год район имел площадь 1,1 тыс. км² и делился на 30 сельсоветов: Абалдуевский, Александровский, Арбузово-Баранский, Березовский, Билярский, Больше-Полянский, Больше-Тиганский, Верхне-Кондратинский, Верхне-Татарско-Майнский, Горский, Емелькинский, Ерыклинский, Красно-Баранский, Кульбаево-Марасинский, Лягушкинский, Марасинский, Нижне-Кондратинский, Нижне-Татарско-Майнский, Ново-Татарско-Адамский, Ошняковский, Подлесно-Шенталинский, Русско-Майнский, Сосновский, Старо-Муллинский, Старо-Татарско-Адамский, Тахталинский, Тиган-Булакский, Черебатыревский, Чувашско-Майнский, Шаминский.
С 8 мая 1952 по 30 апреля 1953 Билярский район входил в состав Чистопольской области.
16 июля 1958 года к Билярскому району была присоединена часть территории упразднённого Тельманского района.
4 января 1963 года в рамках реформы по укрупнению районов Билярский район был упразднён, а его территория передана в укрупняемые Октябрьский и Чистопольский районы.
В настоящее время основная часть территории бывшего Билярского района находится в Алексеевском районе, остальная часть — в Нурлатском, Аксубаевском районах, и совсем небольшая часть — в Чистопольском районе.